# نبرد اوختیرکا
نبرد اوختیرکا یک درگیری نظامی است که در ۲۴ فوریه ۲۰۲۲ در جریان تهاجم روسیه به اوکراین در سال ۲۰۲۲ به عنوان بخشی از یورش شرق اوکراین در شهر اوختیرکا واقع در نزدیکی مرز روسیه و اوکراین آغاز شد. درگیری در حومه شهر جایی که نیروهای روسی تلاش می‌کردند تا شهر را اشغال کنند آغاز شد. پیشروی اولیه دفع شد و سپس شهر مورد حمله توپخانه قرار گرفت.
یورش روسیه به دلیل کشته‌ه‌شدگاه غیرنظامی و استفاده از بمب‌های خوشه ای و سلاح‌های حرارتی که ممکن است جنایات جنگی باشد مورد انتقاد قرار گرفته‌است.

## زمانبندی
در ۲۴ فوریه، نیروهای روسی وارد استان سومی در نزدیکی سومی، شوستکا و اوختیرکا شدند. درگیری در ساعت ۰۷:۳۰ در حومه شهر در آغاز شد. نیروهای روسی نتوانستند شهر را اشغال کنند و روز بعد عقب‌نشینی کردند و تانک‌ها و تجهیزات را به جا گذاشتند.
در ۲۵ فوریه، موشک‌های BM-27 Uragan به یک پیش دبستانی در اوختیرکا اصابت کرد. این موشک‌ها یک کودک و دو بزرگسال را کشتند. گفته می‌شود این موشک‌ها بمب‌های خوشه ای هستند که عفو بین‌الملل می‌گوید ممکن است نشانه جنایت جنگی باشد. همچنین گزارش شده‌است که یک اتوبوس غیرنظامی توسط نیروهای روسی در نزدیکی اوختیرکا هدف گلوله قرار گرفته‌است. دیمیترو ژیویتسکی، فرماندار استان سومی، گفت که ۳ غیرنظامی دیگر در این شهر کشته شده‌اند.
در ۲۶ فوریه، دو خبرنگار دانمارکی بر اثر تیراندازی نیروهای ناشناس به خودروی آنها زخمی شدند.
به گفته ژیویتسکی، در ۱ مارس، بیش از ۷۰ سرباز اوکراینی پس از گلوله‌باران یک پایگاه نظامی در اوختیرکا توسط نیروهای روسی کشته شدند. نیروهای روسی در این حمله از یک بمب گرمافشاری استفاده کردند.

## بمب گرمافشاری
در ۲۸ فوریه، اوکسانا مارکارووا، سفیر اوکراین در ایالات متحده، اظهار داشت که نیروهای روسی از یک بمب ترموباریک (خلاء) در اوختیرکا استفاده کردند. بر پایه گزارش فوریه ۲۰۰۰ دیده‌بان حقوق بشر در مورد استفاده روسیه از سلاح‌های گرمافشاری در طول جنگ دوم چچن، در حالی که سلاح‌های گرمافشاری بر اساس قوانین بین‌المللی بشردوستانه ممنوع نیستند، به خاطر منطقه اثر گسترده آنها نیروها باید هنگام شلیک آنها به نزدیکی مراکز جمعیتی احتیاط زیادی به خرج دهند. . مارکارووا ادعا کرد که استفاده از تسلیحات گرمافشاری نقض کنوانسیون ژنو است و رئیس‌جمهور اوکراین ولودیمیر زلنسکی اظهار داشت که این یک حمله هدفمند علیه مناطق مسکونی بوده‌است.